# AECOM

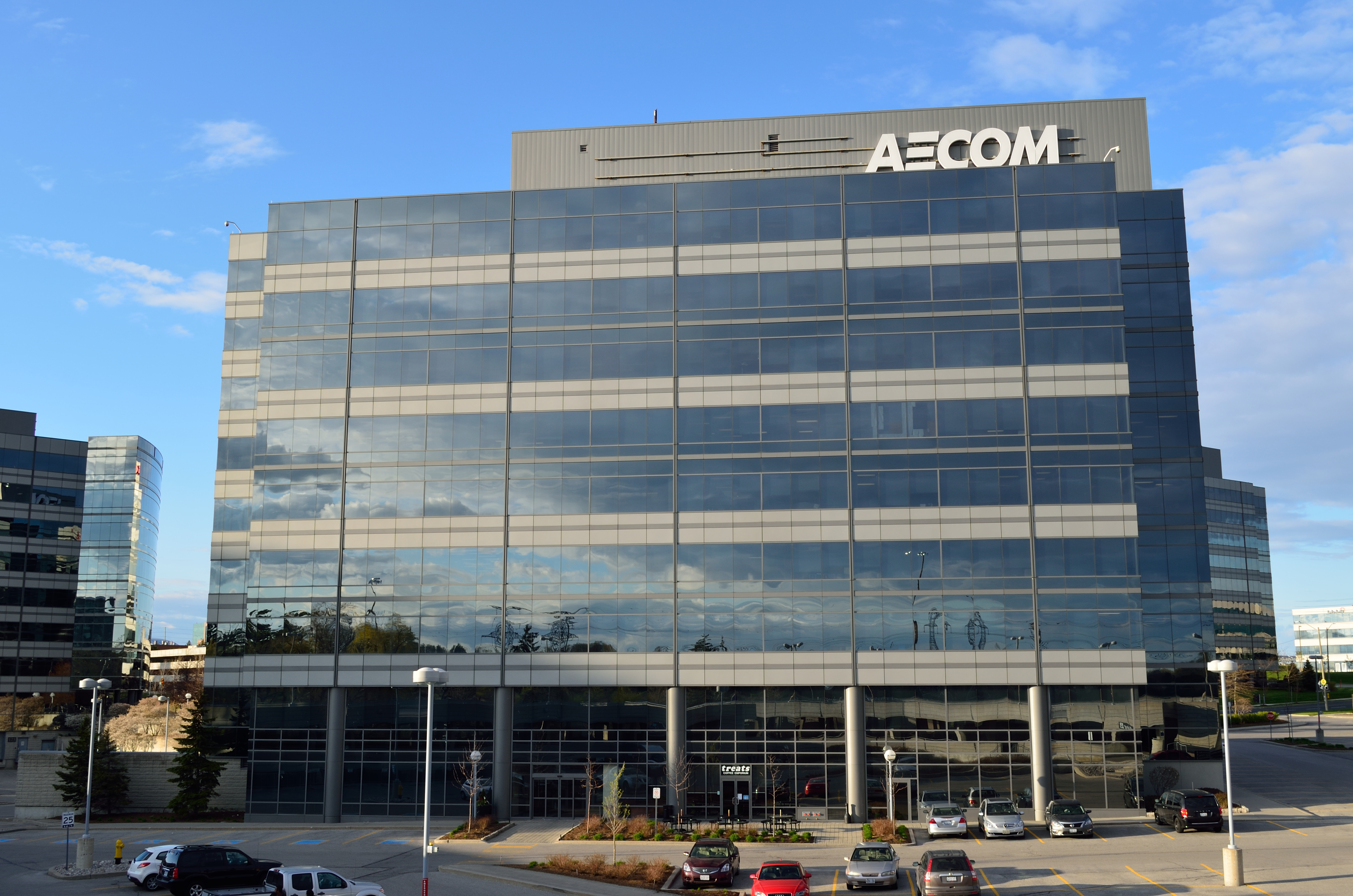
Edificio de oficinas de AECOM en Markham, Ontario, Canadá

AECOM (anteriormente denominada AECOM Technology Corporation) es una empresa norteamericana multinacional de ingeniería.
En AECOM trabajan unos 87 000 empleados, y se encuentra en la posición  157 en la lista Fortune 500 del año 2019.
El nombre oficial de la empresa entre 1990 y 2015 fue AECOM Technology Corporation, y en la actualidad es AECOM. La empresa cotiza en la Bolsa de Valores de Nueva York (NYSE), siendo identificada como ACM, y en la Bolsa de Fráncfort bajo el código E6Z.
Entre sus numerosos proyectos se cuentan el diseño y construcción de aeropuertos, sedes de olimpíadas, puertos, ferrocarriles, minas, estadios, mercados, centros de convenciones, túneles, desarrollos inmobiliarios, rascacielos, sistemas de drenaje, puentes, complejos de laboratorios de gobiernos y laboratorios, entre otros.

## Historia
Los orígenes de AECOM se remontan a Ashland Oil & Refining Company, con sede en Kentucky, Estados Unidos, que a su vez surgió de Swiss Drilling Company, fundada en Oklahoma en 1910 por J. Fred Miles. Miles obtuvo el control de unos 200,000 acres y creó la Swiss Oil Company en Lexington. En 1924, Miles lanzó una operación de refinación de petróleo llamada Ashland Refining Company, dirigida por Paul Blazer. Mientras la empresa matriz no tenía una evolución buena, lo que llevó a la destitución de Miles, Ashland prosperó bajo el liderazgo de Blazer, y en 1936 fue nombrado director ejecutivo de la empresa reorganizada, Ashland Oil & Refining Company. En 1966 Ashland adquirió Warren Brothers y se involucró en la construcción de carreteras y materiales de construcción. La compañía pudo aprovechar los subproductos de la refinería para producir asfalto. Ashland se convirtió en una de las principales firmas de construcción de carreteras del país y sentó las bases para AECOM. A través de una serie de adquisiciones y desarrollos tecnológicos, Ashland creció para incluir empresas químicas, petroquímicas, de construcción de carreteras y de materiales de construcción dentro de su ámbito, sentando las bases para una compra por parte de la gerencia de Ashland Technology en 1985.
En la década de 1970, Ashland Oil & Refining se convirtió en Ashland Oil, Inc. Cinco años más tarde, la compañía consolidó sus activos de construcción en una división de construcción y también formó una subsidiaria de carbón, lo que indica un cambio de enfoque en Ashland. Aunque generó más de 1000 millones de dólares al año en ventas, Ashland era un jugador pequeño en la industria petrolera en un momento en que el costo de la exploración era prohibitivamente caro. En 1980, Ashland vendió sus activos de producción, y un año después se reorganizó como una sociedad de cartera modificada. Se implementó una nueva estrategia corporativa ya que Ashland ahora se enfocaba en la refinación y el marketing, y buscaba hacer crecer sus negocios no refinadores. En 1984 Ashland adquirió Daniel, Mann, Johnson & Mendenhall (DMJM), un proveedor global de servicios de ingeniería relacionados con el transporte. Originalmente enfocado en proyectos militares, después de la Segunda Guerra Mundial se había convertido en una de las primeras firmas integradas de ingeniería y arquitectura en el oeste de los Estados Unidos. La adquisición de DMJM también incluyó a su presidente, Richard G. Newman. En 1985, DMJM se convirtió en parte de una nueva subsidiaria, Ashland Technology Corporation. Dos años después, Newman fue nombrado nuevo presidente ejecutivo y presidente.
Cuando Ashland decide regresar a su negocio principal de refinación de petróleo a fines de la década de 1980, Newman recomendó una propuesta de recompra de empleados, lo que resultó en la escisión de Ashland Technology y la creación de AECOM (Arquitectura, Ingeniería, Consultoría, Operaciones y Mantenimiento) en 1990. La compañía adquirió una serie de empresas de ingeniería, diseño y planificación, incluida la empresa de ingeniería Maunsell, la compañía de urbanismo y sustentabilidad EDAW, Economic Research Associates (ERA), la firma de gestión ambiental ENSR y The RETEC Group Inc., arquitectos Ellerbe Becket y Davis Langdon, los cuantificadores y consultores de construcción.

## Ramas de servicios en las que opera
AECOM provee servicios de Arqueología, Arquitectura y Diseño, Gestión de Bienes de Capital, Construcción, Gestión de Costos, Cierre, Economía, Ingeniería, Medio Ambiente, Proyectos Internacionales, Informática y Ciber Seguridad, Operaciones y Mantenimiento, Planificación y Consultoría, Gestión de Programas, Gerenciamiento de Construcción, Gestión de Riesgos.

## Operaciones
La sede de AECOM se encuentra situada en la ciudad de Los Ángeles, California, Estados Unidos, posee clientes y proyectos en más de 150 países. En el año fiscal que finalizó en septiembre de 2016, la empresa tuvo ingresos por un total de 17 400 millones de dólares.
En 2018, la empresa obtuvo unos ingresos totales de 20 160 millones de dólares, de los cuales los servicios de construcción sumaron 8 240 millones y 8 220 millones de su unidad de diseño y consultoría.

## Principales proyectos
- Juegos Olímpicos de Río de Janeiro 2016
- Abu Dhabi International Airport
- Adani Carmichael Coal Mine Rail Project
- Al Raha Beach
- Arena del Río Barranquilla
- Mina de diamantes Argyle
- AT&T Stadium
- Axiall
- Barclays Center
- Brisbane City Hall
- Cape Town Stadium
- Central Market Project
- Central–Wan Chai Bypass
- China National Convention Center
- Collegebrug Kortrijk
- Crossrail
- Defense Information Systems Agency
- Defense Intelligence Agency Headquarters
- Delhi Jal Board Sewerage System
- Dubai Healthcare City
- Envision Energy Headquarters
- Etihad Rail
- Etihad Towers
- European Route 4
- European Route 20 upgrade
- E10 European Arctic Road upgrade
- Ferrari World
- Fort Knox Gold Mine
- Garuda Wisnu Kencana
- Golden 1 Center
- Gordie Howe International Bridge
- The Grand (Los Angeles)[12]
- Halley Research Station
- Heathrow Southern Railway
- Heinz Innovation Centre
- High Speed 2
- Hong Kong International Airport
- Hong Kong Science Park
- Idaho National Laboratory
- Ivy Station
- Lago Jinji
- John F. Kennedy International Airport
- K-25 demolición y limpieza
- Lakhta Center
- Langley Research Center
- Lawrence Livermore National Laboratory
- Lincoln Center for the Performing Arts
- Little Caesars Arena
- Liverpool One
- Logan International Airport
- Juegos Olímpicos de Londres 2012
- London Gateway
- Los Angeles International Airport
- Los Vaqueros Reservoir
- Low Level Waste Repository
- Marina Bay
- Mercedes-Benz Stadium
- The Mersey Gateway Project, Liverpool
- Miami Worldcenter
- Millennium Park
- Moses Mabhida Stadium
- National Broadband Network
- National Energy Technology Laboratory
- New Irvington Tunnel
- New York University Shanghai
- Olmsted Locks and Dam
- One Bryant Park
- Padma Bridge of Bangladesh[13]
- The Pavilion at Ole Miss
- Pearl Harbor Memorial Bridge (Connecticut)
- Public housing estates in the Kai Tak development area
- Resorts World Sentosa
- Riyadh Metro Project, Saudi Arabia
- The Royal Bank of Scotland
- Saadiyat Island
- Samsung Medical Center
- San Roque Dam
- Sellafield
- Shanghai IFC
- Singapore Sports Hub
- SoFi Stadium
- South Park (Downtown Los Angeles)
- Spaceport America
- Spring Hill Manufacturing
- Stockholm Bypass
- Sutong Bridge
- Aeropuerto de Sídney
- Taizhou Yangtze River Bridge
- Tappan Zee Bridge
- Texas Cryptology Center
- Titanic Belfast
- U.S. Army Information Technology Agency
- Union Station (Denver, Colorado)
- Velti
- Puente Woodrow Wilson
- World Trade Center

## Premios
AECOM  y varios de los proyectos que ha llevado adelante han recibido premios y distinciones.